# Shadea a'Ru
Shadea a'Ru è un personaggio del ciclo de Il Druido Supremo di Shannara scritto da Terry Brooks, ed è una dei membri del Terzo Consiglio dei Druidi di Paranor. Guida segretamente la congiura contro Grianne Ohmsford al fine di usurparne il titolo e diventare la nuova Ard Rhys.

## Storia
Abile, determinata, coraggiosa e implacabile, Shadea a'Ru aveva avuto una vita difficile e sopportò numerosi tormenti. Sua madre era morta durante il parto che le diede la luce mentre suo padre morì in guerra sul Prekkendor quando lei aveva appena otto anni. Fu costretta a separarsi dai propri fratelli e fu mandata a vivere con alcuni lontani parenti: quando ebbe dieci anni fuggì nella città di Dechtera e non li rivide mai più. Per i successivi cinque anni visse di espedienti e cominciò ad avvicinarsi alle caserme della Federazione dove spesso i soldati le affidavano dei lavoretti retribuiti. Siccome era molto bella, i soldati le si avvicinavano volentieri ma la ragazza non si fece mai ingannare dalle loro dolci parole: al contrario si fece insegnare tutte le arti del combattimento che le permisero all'età di ventidue anni di prestare servizio in guerra. Dopo due anni di scontri, il comando militare la fece tornare presso le caserme di Dechtera e l'anno seguente incontrò un vecchio storpio che praticava le arti magiche che la volle come sua apprendista. Dopo appena un anno di insegnamenti lo stregone morì ma lei continuò gli studi e si accorse dopo qualche anno che la vita rigida e regolamentata della Federazione non faceva più per lei; purtroppo la sua idea di abbandonare l'esercito non fu accolta con favore dai suoi commilitoni che una notte decisero di drogarla portandola con la forza in una capanna abbandonata lontana dalla città. Per due giorni abusarono di lei e quando si stancarono decisero di eliminarla, gettandola in un fiume: Shadea a'Ru riuscì a sopravvivere e, una volta riprese le forze, uccise tutti i balordi che l'avevano umiliata. 
Temendo una vendetta dei parenti delle vittime, fuggì nella Malaterra, una landa senza legge popolata da banditi e fuggiaschi di ogni razza, dove continuò nello studio delle arti magiche con l'intenzione di unirsi ai Druidi: fu qui che incontrò Iridia Eleri, una strega elfa dedita allo studio della magia, con cui strinse una forte amicizia. All'età di ventotto anni le due si diressero a Paranor e sostennero il colloquio con l'Ard Rhys che permise loro di accedere all'ordine: dopo appena tre anni di apprendistato le due donne si accorsero che nonostante i suoi grandi poteri, Grianne non era in grado di mantenere la sua autorità di Ard Rhys; per questo motivo Shadea a'Ru decise di sostituirla e di dirigere l'ordine nella direzione da lei più opportuna. Formò un piccolo gruppo di congiurati e per cinque anni studiò un modo per sbarazzarsi di Grianne. Grazie all'intervento di Sen Dunsidan, la dissidente spedì l'Ard Rhys nel Divieto e con l'appoggio dei suoi compagni fu proclamata nuovo Druido Supremo, facendo ricadere la colpa della scomparsa di Grianne ai Troll che proteggevano Paranor. Successivamente cercherà in ogni modo di rafforzare il suo potere, ordinando la morte degli Ohmsford e schierandosi dalla parte della Federazione.
Tuttavia i suoi piani vanno in fumo con il ritorno nelle Quattro Terre di Grianne Ohmsford che la ucciderà all'interno delle sale di Paranor dopo un duro scontro.